# Call-girl Undercover
Call-girl Undercover (Callgirl Undercover) est un téléfilm allemand réalisé par Ulli Baumann et diffusé en 2010.

## Fiche technique
- Titre original : Callgirl Undercover
- Réalisation : Ulli Baumann
- Scénario : Arndt Stüwe
- Photographie : Fritz Seemann
- Musique : Christoph Kahse et Christian Ammann
- Durée : 120 minutes
- Date de diffusion :
  -  France : 4 avril 2014 sur M6

## Distribution
- Jeanette Biedermann : Lizzy
- Stephan Luca : Conrad Maschner
- Dirk Borchardt : Klaus "Kante" Hübner
- Thomas Kügel : Friedrich-Wilhelm Brothaupt
- Nicoline Schubert : Birgit Pommrehn
- Marc Benjamin Puch : Walter Lohmann
- Margot Nagel : Annegret
- Matthias Gall : Peer Heindorff
- Sebastian Nakajew : Gordo
- Volker Herold : Freier Erisch
- Thomas Kügel : Fri-Wi Brothaupt
- Nenad Lucic : Mussa
- Matthias Manz : Günther Wellbrecht
- Sebastian Nakajew : Gordo
- Birgit Pommrehn : Nicoline Schubert
- Sylta Fee Wegmann : Nina